# Nationellt forensiskt centrum
Nationellt forensiskt centrum (NFC) är en avdelning inom Polismyndigheten. Polisens nationella forensiska centrum utför forensiska undersökningar. Avdelningen ansvarar  för den forensiska processen inom Polismyndigheten, från kriminaltekniska platsundersökningar, laborativ verksamhet och it-forensik till forensiska expertutlåtanden i brottmål. NFC har tolv driftställen. Det största laboratoriet finns i Linköping. Övriga driftställen är Borås, Göteborg, Halmstad, Kristianstad, Malmö, Stockholm, Sundsvall, Umeå, Uppsala, Växjö och Örebro.

## Historik
Innan den 1 januari 2015 hette NFC Statens kriminaltekniska laboratorium (SKL). Statens kriminaltekniska anstalt (SKA) bildades 1939 som en institution som samlade laboratorieverksamhet med de verksamheter som sedan tidigare fanns vid Centralbyrån för fingeravtryck i Stockholm och Stockholmspolisens signalementsbyrå. Harry Söderman ("Revolver-Harry") blev SKA:s förste föreståndare, och ledde verksamheten fram till 1953. SKA bytte 1964 namn till Statens kriminaltekniska laboratorium (SKL). 1975 etablerades verksamheten vid SKL i Linköping.
Den 1 januari 2015 bildas Nationellt forensiskt centrum (NFC) som en nationell avdelning inom den nya Polismyndigheten. NFC bildades av tidigare SKL, Statens kriminaltekniska laboratorium, och de tidigare tekniska rotlarna i Stockholm, Göteborg och Malmö.